# Den forsvundne Mona Lisa
Den forsvundne Mona Lisa è un cortometraggio muto del 1911 diretto da Eduard Schnedler-Sørensen.

## Produzione
Il film fu prodotto dalla Nordisk Film Kompagni.

## Distribuzione
Distribuito dalla Nordisk Film Kompagni, il film - un cortometraggio di 250 metri - uscì nelle sale danesi presentato al Biograf-Theatret di Copenaghen il 4 settembre 1911. In Finlandia, fu distribuito il 18 settembre 1911 con il titolo Mona Lisa.